# Pleocoma tularensis
Pleocoma tularensis is een keversoort uit de familie Pleocomidae. De wetenschappelijke naam van de soort is voor het eerst geldig gepubliceerd in 1933 door Leach.